# Isabella Stanhope, Condessa de Sefton
Isabella Stanhope (c. 1748 — 29 de janeiro de 1819) foi uma nobre britânica. Ela foi viscondessa Molyneux, e posteriormente, condessa de Sefton pelo seu casamento com Charles Molyneux, 1.º Conde de Sefton.

## Família
Isabella foi a segunda filha e criança nascida de William Stanhope, 2.º Conde de Harrington e de Caroline FitzRoy. Os seus avós paternos eram William Stanhope, 1.º Conde de Harrington e Anne Griffith. Os seus avós maternos eram Charles FitzRoy, 2.º Duque de Grafton e Henrietta Somerset.
Isabella teve seis irmãos, que eram: Caroline, esposa de Kenneth Mackenzie, 1.º Conde de Seaforth; Amelia, esposa de Richard Barry, 6.º Conde de Barrymore; Charles Stanhope, 3.º Conde de Harrington, marido de Jane Fleming; Henry, marido de Elizabeth Falconer; Henrietta, esposa de Thomas Foley, 2.º Barão Foley de Kidderminster, e Anna Maria, primeiro foi esposa de Thomas Pelham-Clinton, 3.º Duque Newcastle-under-Lyne, e depois de Sir Charles Gregan Craufurd.

## Biografia
Com cerca de 20 anos de idade, Isabella casou-se com o então visconde Charles Molyneux, de 19 anos, no dia 27 de novembro de 1768. Ele era filho de Thomas Joseph Molyneux e de Maria Leverly.
O casal teve apenas um filho, William Philip.
Isabella tornou-se condessa de Sefton quando o título foi criado para o seu marido, em 1771. Apesar de fazer parte do Pariato da Irlanda, se referia a aldeia inglesa de Sefton.
Charles faleceu em 31 de janeiro de 1795. Isabella não se casou novamente, e morreu em 29 de janeiro de 1819, aos 70 anos de idade. Foi enterrada no cemitério da Igreja da Paróquia de Sefton.

## Descendência
- William Molyneux, 2.º Conde de Sefton (19 de setembro de 1772 – 20 de novembro de 1838), sucedeu o pai. Foi marido de Maria Margaret Craven, com quem teve dez filhos.

## Galeria

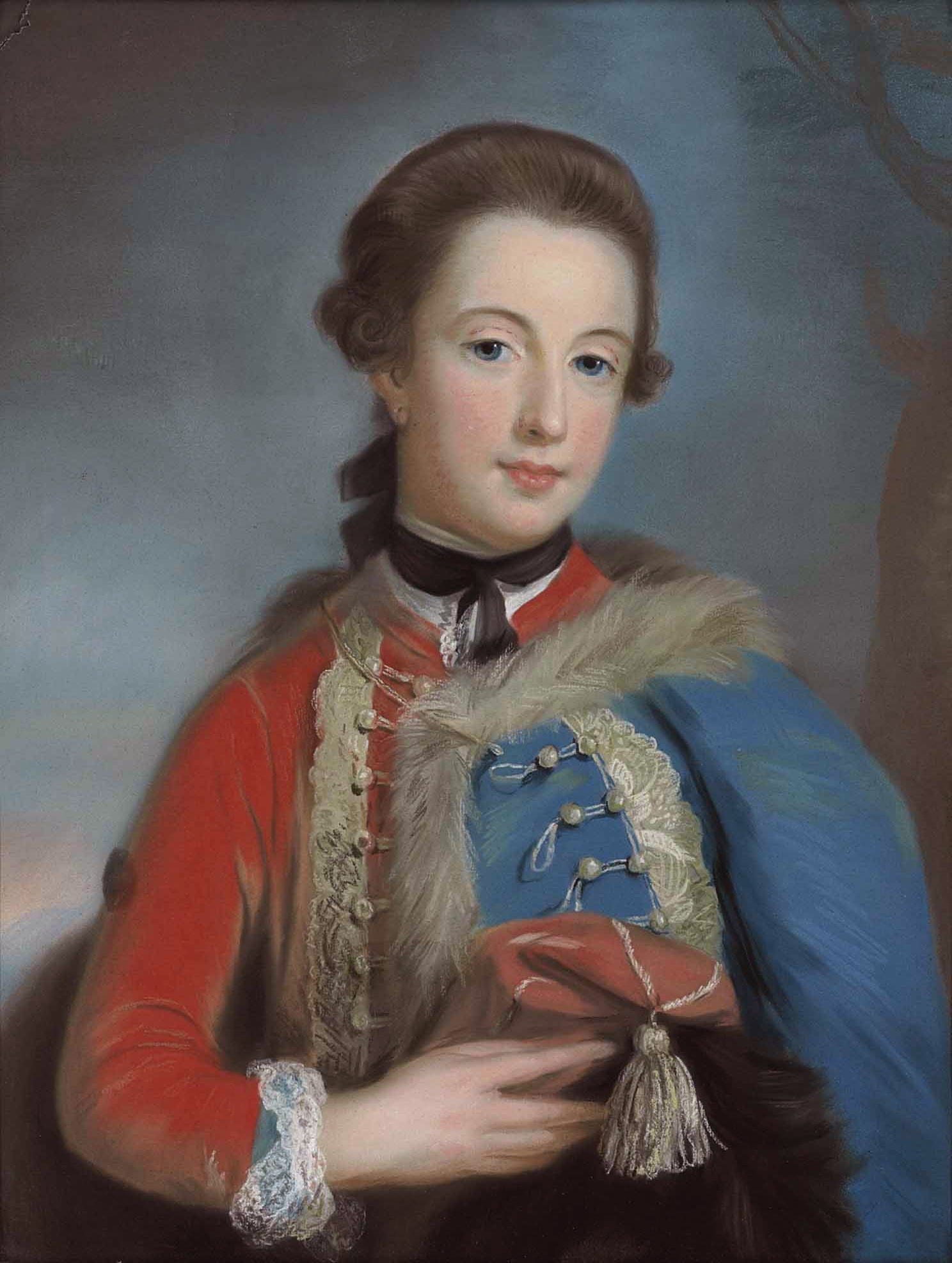
Retrato por Catherine Read, c. 1768
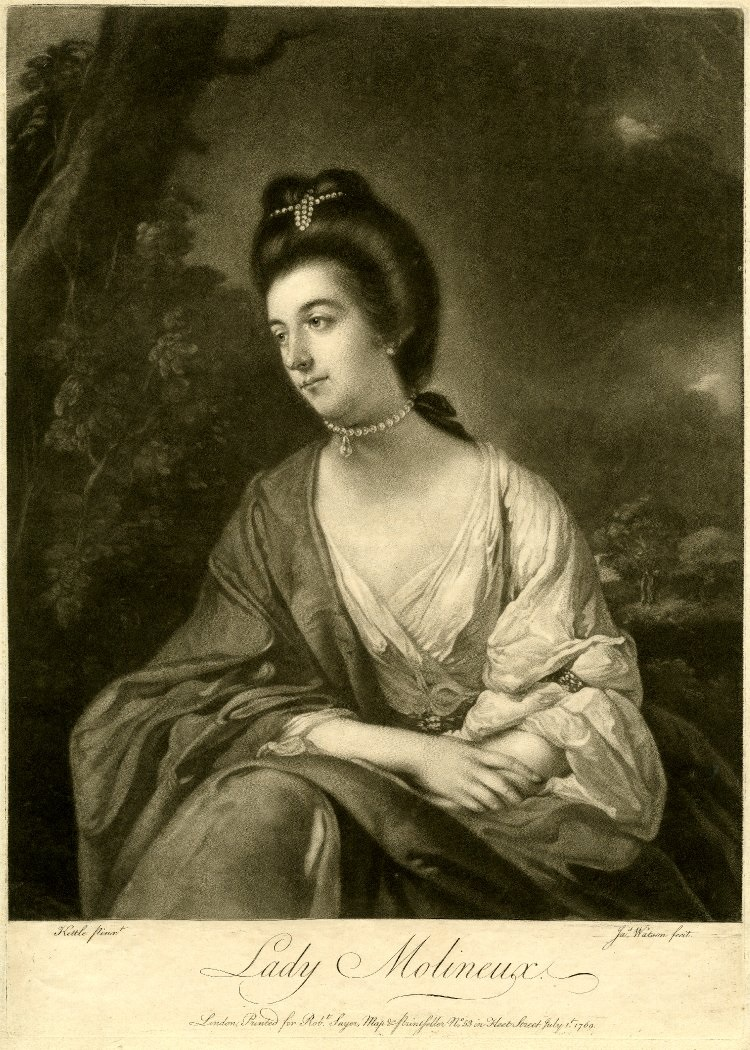
Isabella em 1769 por James Watson. Localizado no Museu Britânico.
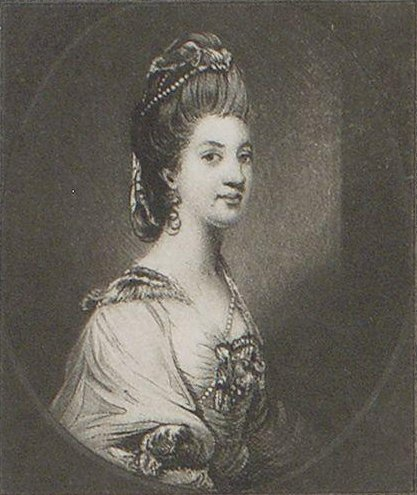
Retrato por Samuel William Reynolds, c. 1820, na National Portrait Gallery.
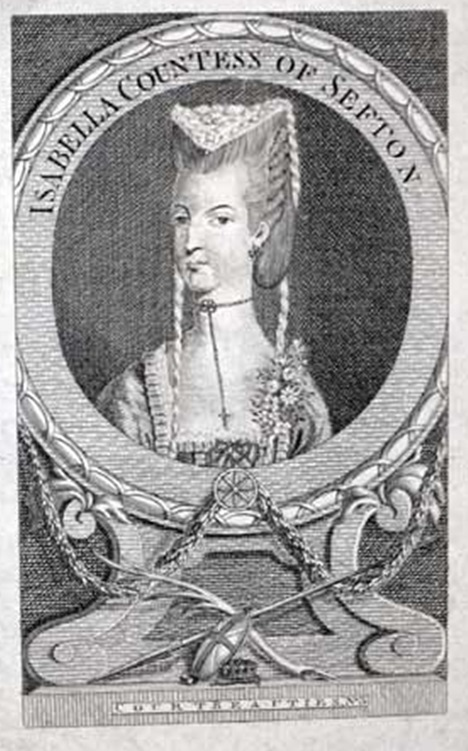
Representação de 1777 de autoria desconhecida.